# Amt Landhagen
Das Amt Landhagen liegt im Norden des Landkreises Vorpommern-Greifswald in Mecklenburg-Vorpommern (Deutschland). Im Amt Landhagen haben sich am 3. April 1992 die zehn Gemeinden Dargelin, Diedrichshagen, Hinrichshagen, Levenhagen, Mesekenhagen, Behrenhoff, Dersekow, Neuenkirchen, Wackerow und Weitenhagen zur Erledigung ihrer Verwaltungsgeschäfte zusammengeschlossen. Schon 1938 gab es eine „Gemeinde Landhagen“ – sie bestand aus den Gemeinden Neuenkirchen, Steffenshagen, Dersekow, Pansow, Hinrichshagen, Levenhagen und Jarmshagen. Der Verwaltungssitz befindet sich seit 1999 in der Gemeinde Neuenkirchen. Zum 26. Mai 2019 wurde Diedrichshagen nach Weitenhagen eingegliedert.

## Beschreibung
Das Amtsgebiet erstreckt sich um die Stadt Greifswald und am Greifswalder Bodden, entlang der Niederungen des Flusses Ryck. Das Amt wird im Süden durch das Amt Züssow, im Norden durch die Ostsee und die Stadt Greifswald, im Westen durch den Landkreis Vorpommern-Rügen und im Osten durch das Amt Lubmin begrenzt. Nennenswerte Erhebungen und Seen befinden sich im Amtsgebiet nicht. Dem Amt sind die beiden Inseln Riems und Koos vorgelagert, die aber zur Stadt Greifswald gehören.
Der Tourismus, vor allem durch die Nähe zur Stadt Greifswald und der Ostsee, spielt wirtschaftlich eine größere Rolle. Im Umfeld der Stadt Greifswald entstanden auch einige Gewerbegebiete.
Durch den Süden des Amtes Landhagen führt die Bundesautobahn 20. Die Bundesstraße 109 (von Greifswald nach Anklam) und die Bundesstraße 96 (von Berlin nach Stralsund) führen durch das Amt.

## Die Gemeinden mit ihren Ortsteilen
- Behrenhoff mit Busdorf, Müssow, Kammin, Neu Dargelin, Stresow und Stresow-Siedlung
- Dargelin mit Alt Negentin, Dargelin Hof, Neu Negentin und Sestelin
- Dersekow mit Alt Pansow, Dersekow Hof, Friedrichsfelde, Johannisthal, Klein Zastrow, Neu Pansow und Subzow
- Hinrichshagen mit Chausseesiedlung, Feldsiedlung, Heimsiedlung, Hof I, Hof II und Neu Ungnade
- Levenhagen mit Alt Ungnade, Boltenhagen und Heilgeisthof
- Mesekenhagen mit Brook, Frätow, Gristow, Groß Karrendorf, Kalkvitz, Klein Karrendorf und Kowall
- Neuenkirchen mit Oldenhagen und Wampen
- Wackerow mit Dreizehnhausen, Groß Petershagen, Groß Kieshof, Groß Kieshof Ausbau, Immenhorst, Jarmshagen, Klein Kieshof, Klein Petershagen und Steffenshagen
- Weitenhagen mit Diedrichshagen, Grubenhagen, Guest, Helmshagen I, Helmshagen II, Klein Schönwalde und Potthagen

## Politik

### Wappen, Flagge, Dienstsiegel
Das Amt verfügt über kein amtlich genehmigtes Hoheitszeichen, weder Wappen noch Flagge. Als Dienstsiegel wird das kleine Landessiegel mit dem Wappenbild des Landesteils Vorpommern geführt. Es zeigt einen aufgerichteten Greifen mit aufgeworfenem Schweif und der Umschrift „AMT LANDHAGEN * LANDKREIS VORPOMMERN-GREIFSWALD“.